# JSM Challenger 2000
Il JSM Challenger 2000 è stato un torneo di tennis facente parte della categoria ATP Challenger Series nell'ambito dell'ATP Challenger Series 2000. Il torneo si è giocato ad Urbana negli Stati Uniti dal 27 novembre al 3 dicembre 2000 su campi in cemento indoor.

## Vincitori

### Singolare
Jeff Salzenstein ha battuto in finale  Anthony Dupuis con il punteggio di 7–6(4), 6–4.

### Doppio
Taylor Dent /  Mardy Fish hanno battuto in finale  Noam Behr /  Michael Russell per walkover